# France Kresal
France Kresal, slovenski zgodovinar, * 7. avgust 1935, Grm pri Trebnjem.

## Življenjepis
Kresal je gimnazijo obiskoval v Novem mestu in tam maturiral leta 1956. Po opravljeni maturi je študiral zgodovino na Filozofski fakulteti v Ljubljani. Za svoje diplomsko delo je dobil študentsko Prešernovo nagrado, kasneje pa je študij zgodovine nadaljeval na podiplomski ravni in se hkrati zaposlil kot asistent na Inštitutu za zgodovino delavskega gibanja ter začel preučevati delavsko socialno problematiko in industrijski razvoj na Slovenskem zlasti med obema vojnama. Leta 1972 je bil z zagovorom doktorske disertacije z naslovom Razvoj tekstilne industrije v Sloveniji 1918-1941 promoviran za doktorja zgodovinskih znanosti, hkrati pa izvoljen za znanstvenega sodelavca. Leta 1976 je bil izvoljen za višjega znanstvenega sodelavca, leta 1982 pa za znanstvenega svetnika.
Na Inštitutu za zgodovino delavskega gibanja je ostal vse do upokojitve. Med leti 1975–79 je bil direktor Inštituta, bil pa je tudi predsednik sveta inštituta in celo desetletje tudi vodja raziskovalnega oddelka. Kot član uredništva in urednik ter avtor številnih člankovje soustvarjal tudi inštitutsko revijo Prispevki za novejšo zgodovino. Aktiven je bil tudi izven inštituta, saj je bil med letoma 1980 in 1982 en mandat predsednik Zveze zgodovinskih društev Slovenije, nato pa šest let tudi njen podpredsednik. V tem obdobju je Zvezo zastopal tudi v Beogradu pri jugoslovanskem zgodovinarskem združenju. Kot predsednik je dejavno sodeloval pri češko-jugoslovanski zgodovinski komisiji, leta 1994 pa je bil tudi eden od pobudnikov za ustanovitev slovensko-češke zgodovinske komisije. Hkrati je bil tudi član Nacionalnega komiteja za zgodovinske vede.